# جامع المنصور
جامع المنصور أول مسجد جامع أُقِيمَ في مدينة بغداد والذي أنشأه أبو جعفر المنصور لنفسه ملاصقًا لقصره الكبير المعروف بقصر الذهب؛ جريًا على عادة أهل ذلك الزمان في جعل المساجد ملاصقة لدور الإمارة، وكانت مساحته مئتي ذراع في مئتين على نمط مساجد الكوفة والبصرة وواسط. وكان في أول الأمر مبنيًّا باللبن والطين إلى أن كان عهد هارون الرشيد؛ فأمر بنقضه وإعادة بنائه بالآجر والجصِّ مع زيادة في مساحته. وقد تَمَّ ذلك سنة 192 هـ ثم أُلحِقَ به ديوان المنصور سنة 261 هـ، ثم أضاف إليه المعتضد بالله قصر المنصور، وبَقِيَ هذا المسجد عامرًا إلى العصر الثامن الهجري. فقد ذكر ابن بطوطة في سنة 727 هـ أنَّ هذا المسجد لا يزال قائمًا تُقامُ فيه الجُمَعُ، ثم لم يَرِدْ له ذكر بعد ذلك ولا أثر له اليوم؛ مما يظهر أنه اندثر على عهد الحكومات التي توالت على بغداد بعد حكومة المغول.